# 李家豪
李家豪（英語：Lee Ka Ho，1993年4月26日—），生於香港，香港足球運動員，司職右後衛，現時效力香港超級聯賽球會大埔。

## 球會生涯
李家豪生於香港，有三名胞姊。早年在新界大埔富亨邨長大，曾就讀香港神託會培賢小學。後來入讀中華聖潔會靈風中學。他於2006年在香港U16青年軍，由於位置競爭太大在教練李志堅建議下轉當守門員，轉型兩年後來再回到場區位置，在2011年重返丙組球會深水埗，於2012年2月25日的聯賽盃8強首度為深水埗正選上陣，即在40分鐘射入一球為球隊扳平天水圍飛馬1–1，可惜加時以1–4見負出局。於2012年夏季轉投橫濱FC香港，在2012年9月2日以2–5不敵南華的聯賽，取得加盟後的首個入球。
最終李家豪在2015年7月加盟香港飛馬，其中於2016年5月1日以2–0擊敗冠忠南區的足總盃4強的上半場33分鐘，迪亞高與準備開角球的李家豪有默契地假裝撞牆，後者輕輕掂過皮球推前後讓迪亞高直帶落底線，扭過兩名冠忠南區守衛，再窄角度射穿門將謝德謙大細，先開紀錄的英超蠱惑式角球戰術，事後引發不少爭議引來網上熱話。
2016年10月，李家豪涉嫌打假波被捕並於同年正式離職，最終於2017年6月28日香港廉政公署正式落案起訴連同李家豪等5名前香港飛馬球員，控告他們涉嫌提供及收受共6萬港元賄款，並串謀詐騙以操控或企圖操控由香港足球總會舉辦的3場預備組聯賽賽果。 2018年4月19日，他被香港區域法院裁定罪名不成立。
2018年7月，相隔8年重返亞洲賽的和富大埔簽入10名新兵，當中包括李家豪。和富大埔最後奪得該季港超聯冠軍。
2019/20球季，李家豪隨李志堅教練加盟港超聯球隊東方龍獅。2020年6月，李家豪約滿離隊。
2022年8月，李家豪重返大埔。2024/25球季，李家豪在香港足球明星選舉中入選「明星十一人」。

## 榮譽
深水埗
- 香港乙組聯賽冠軍（2009–10季度）
- 香港丙組聯賽冠軍（2000–11季度）

香港飛馬
- 香港足總盃冠軍（2015–16季度）
- 香港菁英盃冠軍（2015–16季度）

和富大埔 / 大埔
- 香港超級聯賽冠軍（2018–19季度,2024–25季度 ）

東方龍獅
- 香港高級組銀牌冠軍（2019–20季度）
- 香港足總盃冠軍（2019–20季度）

個人
- 香港足球明星選舉 明星十一人（2024–25季度）

## 外部連結
- 香港足球總會網頁球員註冊資料 （页面存档备份，存于）